# Zamek w Bąkowej Górze
Zamek w Bąkowej Górze – zamek z połowy XV wieku, położony we wsi Bąkowa Góra w województwie łódzkim, w powiecie piotrkowskim.

## Historia
Zamek został wybudowany przez Zbigniewa Bąka herbu Zadora, który służył na dworze Władysława Jagiełły. Po śmierci właściciela w 1489 został oddany trzem osobom: Jarosławowi Łaskiemu herbu Korab oraz Piotrowi z Bnina i Andrzejowi Bnińskiemu. W XVI stuleciu dwór przeszedł w posiadanie rodziny Małachowskich, którzy dokonali jego przebudowy i odnowienia. Nałożono na ściany dekoracyjny tynk oraz zdobienia okien. Własność wielokrotnie zmieniała właściciela aż do początku XVIII wieku kiedy obiekt został opuszczony. Przyczyną tego wydarzenia prawdopodobnie były zbyt grube mury i niewielkie okna, co było skutkiem niskich temperatur i półmroku. W latach 20. XX wieku rodzina Potockich, jako właściciele Bąkowej Góry podjęli wysiłek odnalezienia zamkowych lochów. Prace te zakończyły się niepowodzeniem, a jednocześnie pogorszyły stan zrujnowanego obiektu. W latach 80. XX wieku na terenie zamkowym przeprowadzono badania archeologiczne połączone z jego odgruzowaniem i odchwaszczaniem, po czym trafił on do osoby prywatnej.
Stan obecny to dobrze zakonserwowane, wznoszące się na wysokość kilku metrów grube mury, w wyższych partiach po rekonstrukcji. Ruinę można obejrzeć od zewnątrz.

## Architektura
Murowany dwór usytuowano na cyplu wzniesienia zwanego Bąkową Górą, na miejscu drewnianego gródka, wewnątrz dookolnego wału. Zbudowany z piaskowca gmach o wymiarach 32 x 14 metrów miał dwa ryzality, z których wschodni stanowił wjazd do zamku. Budynek był co najmniej dwukondygnacyjny. Istnieje przypuszczenie, że jeden z ryzalitów był wyższy i pełnił funkcję wieży.

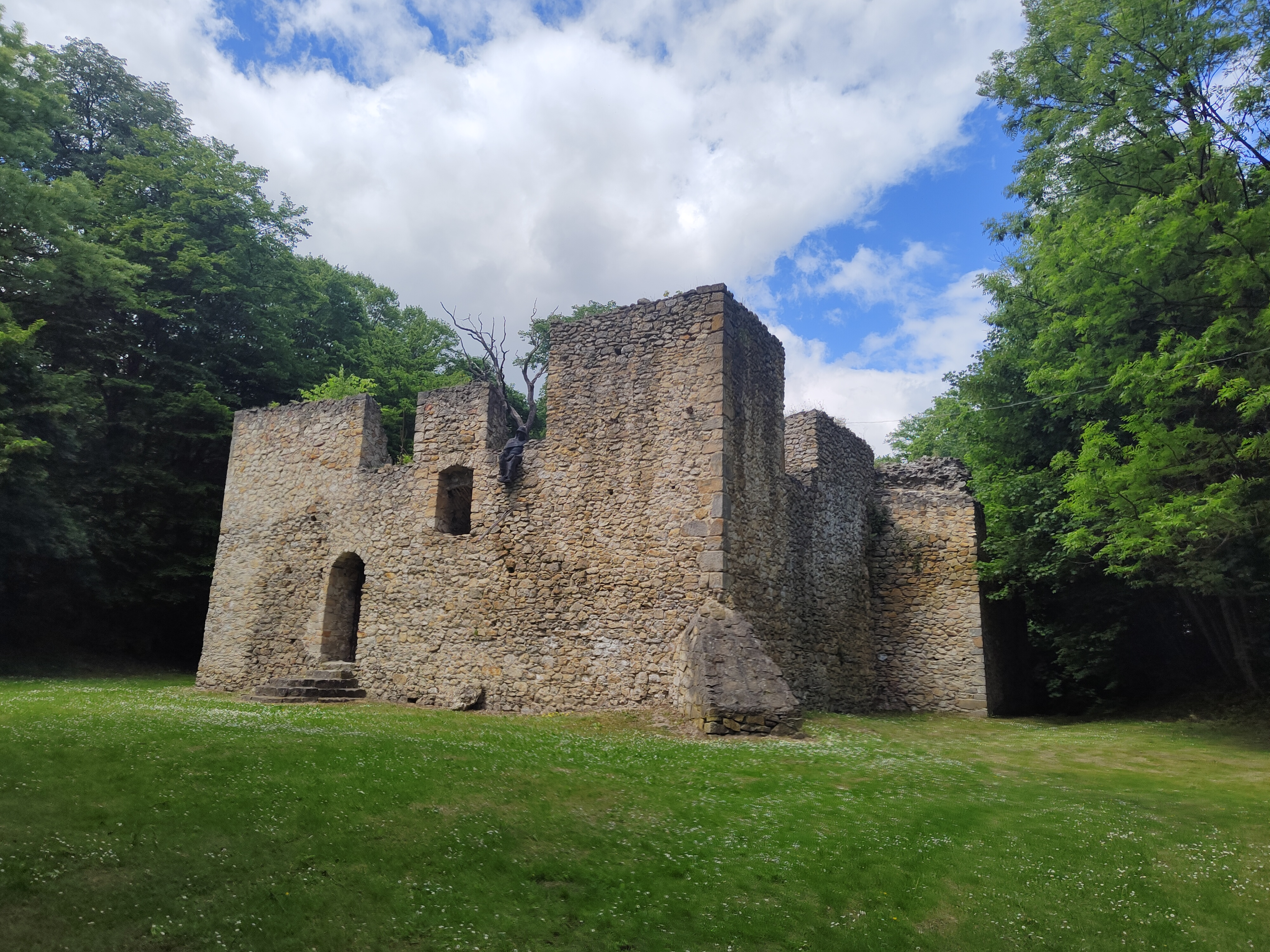
Ruiny zamku w Bąkowej Górze
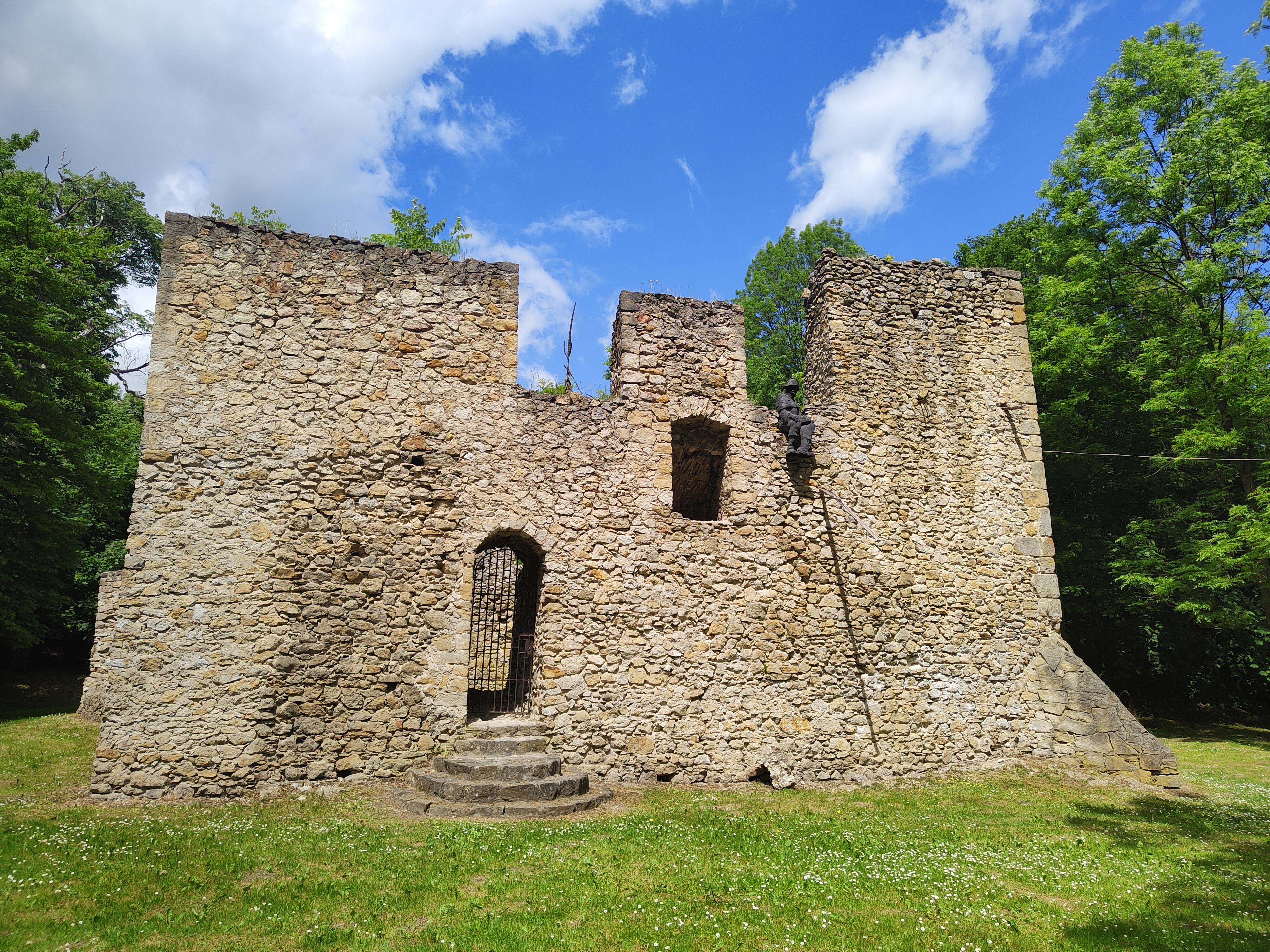
Ruiny zamku w Bąkowej Górze
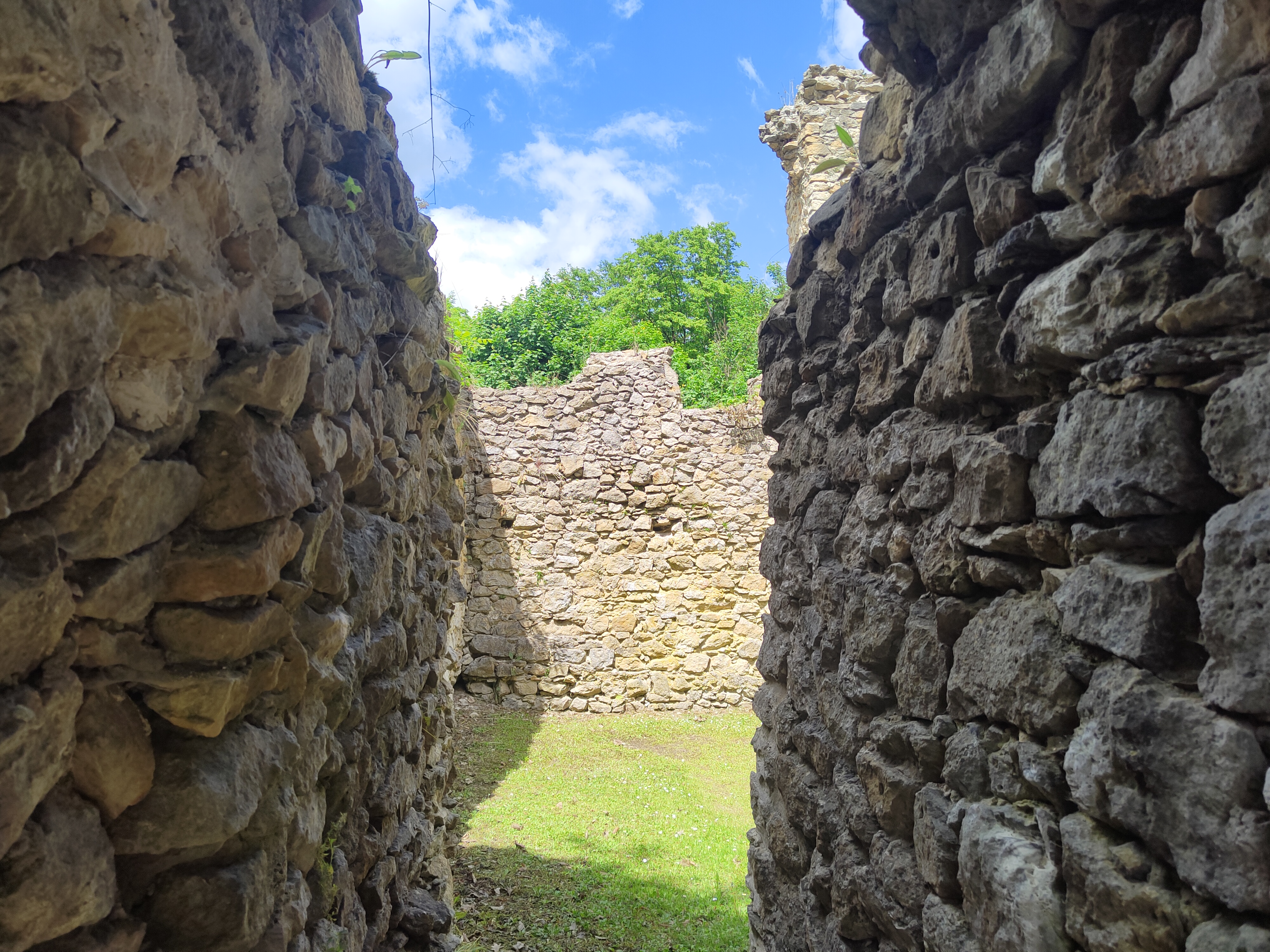
Ruiny zamku w Bąkowej Górze